# Боререй

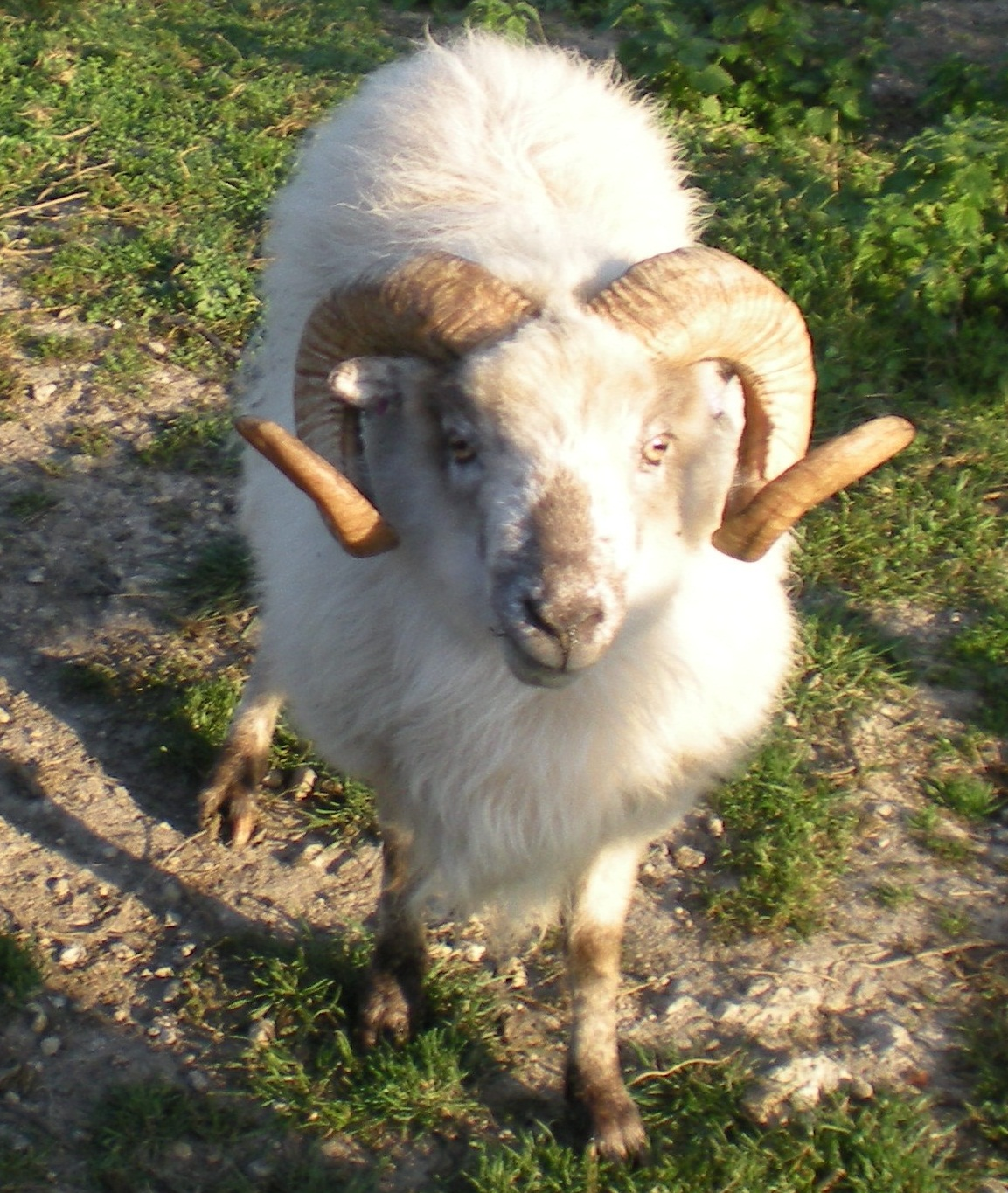
Баран Боререй

Боререй (англ. Boreray) — порода овец, происходящая с архипелага Сент-Килда около западного побережья Шотландии и живущая в диком состоянии на острове Боререй. Порода, в основном, мясная. Также известна как Боререй черномордый (англ. Boreray Blackface) или Гебридский Боререй (англ. Hebridean Blackface).
Из всех британских пород овец эта находится в наиболее угрожаемом положении. Известно, что существует менее 300 овец этой породы. Боререя не нужно путать с породами Соэй (англ. Soay), происходящей с того же архипелага, и с Гебридской породой.

## История
До конца девятнадцатого столетия все овцы Шотландии и близлежащих архипелагов принадлежали к типу Scottish Dunface, который, возможно, был схож с овцами всей западной и северной Европы вплоть до железного века. На острова Сент-Килда эти овцы были завезены земледельцами. Жившие на этих островах ранее, овцы Соэй контрастировали с пришельцами, больше напоминая древнейшую породу овец, завезённую в Европу в неолите.
В середине восемнадцатого века местные овцы описывались как очень маленькие, с короткой, грубой шерстью, каждая из которых имела одну, а то и две пары рогов. В то время было примерно 1000 овец на Хирте и 400 на Боререе.
В конце девятнадцатого века овцы были скрещены с Шотландской чернолицей (англ. Scottish Blackface), которая заменила Dunface в самой Шотландии.
Когда в 1930 архипелаг Сент-Килда был покинут людьми, овцы с Хирты были увезены и в 1932 были заменены Соэйем. Оставшиеся на Боререе овцы одичали, оставшись единственными выжившими из местных овец и одними из немногих существующих потомков Dunface. В 1970-х пол дюжины овец были перевезены в Шотландию для восстановления поголовья, но большая часть популяции проживает на острове.

## Характеристика

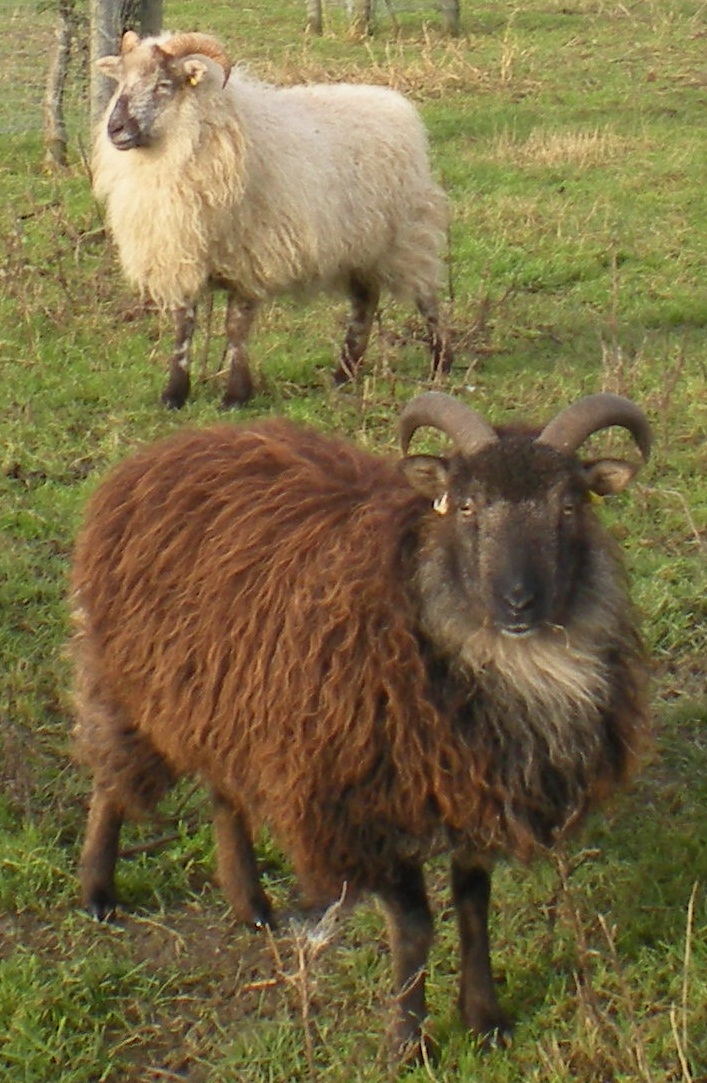
Две овцы, одна из которых нетипичного более тёмного окраса

Несмотря на происхождение от длиннохвостой породы, Боререй имеет признаки, связывающие его с короткохвостыми овцами северной Европы. Одни из самых мальньких на Британских островах, овцы весят в среднем 28 килограмм и имеют рост 55 сантиметров в холке. Хвост короткий, не нуждается в купировании. Овцы линяют сами по себе и не нуждаются в стрижке, за исключением старых особей, у которых линька происходит тяжелее. Шерсть кремового цвета, хотя встречаются и особи с тёмным окрасом. Лицо, ноги и шея часто чёрные. Шерсть грубая, используется, в основном, для производства твида и ковровой пряжи. На мордах и ногах шерсти нет. И у баранов и у овец есть рога, хотя две пары уже не встречаются. Особенно большие, спиралевидные рога могут использоваться для создания музыкальных инструментов или для других целей.